# 玻利瓦爾 (亞拉奎州)

10°26′19″N 68°53′39″W / 10.43861°N 68.89417°W
玻利瓦爾（西班牙語：Municipio Bolívar），是委內瑞拉的一個市，位於該國西部亞拉奎州，首府設於阿羅阿，面積1,087平方公里，2001年人口25,926，人口密度每平方公里23.85人。